# Blomstervænget
Blomstervænget er en vej i Kongens Lyngby. Vejen er især kendt for filmstudierne som oprindelig ejedes a ASA film og for Far til Fire filmene.
Vejen går fra Nybrovej, krydser Ulrikkenborg Allé, slår et knæk og forsætter mod øst derefter parallelt med Christian X's Allé forbi Hollandsvej og ender blindt før Mariebjerg Kirkegård.
Filmstudierne ligger som nummer 52 op til Marienbjerg Kirkegård.
Filmstudierne fører deres historie tilbage til 1936 da Lyngby-Taarbæk Kommune solgte Blomstervænget 52 til Filmatelieret ASA.
I 1972 overtog staten ejendommen og en række mindre produktionsselskaber havde til huse på området der hed Det Danske Filmstudie.
Efter at have kørt med underskud solgte Kulturministeren ejendommen til Angel Studio A/S.
Blandt de selskaber der i 2005 havde lokale på adressen var Crone Film Produktion, Waterfront, M&M Productions, Moviefan, Regner Grasten Filmproduktion og Frontier Media. Angel Production vil også flytte til stedet.